# Pandora Radio
Pandora Internet Radio (cũng được biết đến như Pandora Radio hoặc chỉ đơn giản là Pandora) là một dịch vụ âm nhạc trực tuyến và giới thiệu âm nhạc tự động do dự án Genome Music cung cấp. Pandora Media, Inc. vận hành dịch vụ này ở các nước Úc, New Zealand và Hoa Kỳ. Dịch vụ này lựa chọn âm nhạc theo một thể loại nhất định dựa trên việc lựa chọn nghệ sĩ của người dùng. Người sử dụng sau đó cung cấp thông tin phản hồi tích cực hoặc tiêu cực (như "ngón tay cái lên" hoặc "ngón tay xuống") cho các bài hát đã chọn lựa của các dịch vụ và thông tin phản hồi này sẽ ảnh hướng đến việc lựa chọn các bài hát khác sau đó. Dịch vụ này có thể được truy cập thông qua một trình duyệt web hoặc bằng cách tải về và cài đặt phần mềm thực hiện trên thiết bị của người sử dụng, có thể là một máy tính cá nhân hoặc điện thoại di động.